# Domingo Cedeño
Domingo Antonio Cedeño Donastorg (nacido el 4 de noviembre de 1968 en La Romana) es un ex infielder dominicano que jugó en  la Liga Mayor de Béisbol. Cedeño pasó parte de siete temporadas en las mayores desde 1993 hasta 1999 con los Azulejos de Toronto, los Medias Blancas de Chicago, los Rangers de Texas, los Marineros de Seattle, y los Filis de Filadelfia.
Cedeño es el hermano mayor del difunto Andújar Cedeño, quien fue campocorto en las Grandes Ligas desde 1990 hasta 1996; así como de Eduardo Cedeño, infielder en la Liga Dominicana.
En Liga Dominicana jugó para los Azucareros del Este y tras la muerte de su hermano Andújar, tomó el puesto de capitán del equipo. Jugó también en la Liga de México para los Cafeteros de Córdoba.

## Trivia
- Es uno de los cinco jugadores que han bateado por encima de .400 en la Liga Dominicana
- Lideró la serie final de 1995 con un promedio de .419 en la primera corona conquistada por los Azucareros del Este.
- Único jugador en la historia de la Liga Dominicana en ser líder en triples en tres temporadas seguidas 1994-1995 / 1995-1996 / 1996-1997 con 5, 4 y 4 respectivamente.
- Uno de los cinco jugadores de los Azucareros del Este en ser líder de hits en una temporada, 1997-1998 con 60, los otros son Domingo Ramos (75) 1985-1986, Andújar Cedeño (53) 1990-1991, Wilton Guerrero (52) 1996-1997 y Esteban Germán (60) 2005-2006.
- Rompió el récord de más partidos bateando de hits en forma consecutiva con 33 en la Liga Dominicana.